# Ten Commandments
Ten Commandments – kompilacja przebojów Ozzy’ego Osbourne’a, wydana w limitowanej serii w 1990 roku.

## Lista utworów
1. „Flying High Again”
2. „Crazy Train”
3. „Diary of a Madman”
4. „Shot in the Dark”
5. „Thank God for the Bomb”
6. „Bark at the Moon”
7. „Tonight”
8. „Little Dolls”
9. „Steal Away (the Night)”
10. „So Tired”